# Heroes of Might and Magic IV
Heroes of Might and Magic IV è un videogioco strategico a turni, quarto titolo della serie Heroes of Might and Magic, pubblicato dalla 3DO nel 2002.

## Modalità di gioco
Questo titolo introduce alcune novità di grande incidenza sulla giocabilità rispetto ai suoi predecessori:
- gli eroi partecipano ai combattimenti insieme alle truppe, possono attaccare, essere attaccati e morire in combattimento;
- le truppe possono muoversi sulla mappa dell'avventura senza un eroe che le guidi;
- le creature non possono essere potenziate e crescono su base giornaliera invece che settimanale;
- il giocatore deve scegliere tra due strutture diverse per ciascun livello di creature (tranne il primo). Una volta scelta una delle due strutture, quella determinata città non produrrà più le altre creature dello stesso livello;
- scuole di magia limitate per ciascuna fazione.

## Trama
Dopo gli eventi di Heroes Chronicles: The Sword of Frost, Gelu, il capo dei ranger di Avlee e custode della Spada dell'Armageddon, attacca Kilgor, il re barbaro di Krewlod, nel tentativo di distruggere la Spada di Ghiaccio.
Come preannunciato da un'antica profezia, quando la spada dell'armaggedon e la spada di ghiaccio si scontrano in battaglia, il risultato è una gigantesca e violentissima esplosione chiamata il Giudizio, che distrugge il mondo. Molti abitanti del pianeta, però, riescono a fuggire attraverso dei misteriosi portali che appaiono durante il Giudizio e che conducono ad un altro mondo, chiamato Axeoth - che è anche il mondo di Might and Magic IX.
La storia di Heroes of Might e Magic IV si svolge principalmente attraverso sei campagne, ciascuna delle quali stabilisce come i grandi regni di Axeoth sono stati forgiati dai profughi negli anni successivi al Giudizio.  A differenza del precedente titolo della serie, tutte le campagne sono accessibili sin dall'inizio, e ciascuno si snoda come un racconto indipendente dagli altri.
- La vera spada

Lord Lysander ha radunato i sopravvissuti del Regno di Erathia e ha formato il nuovo Regno di Palaedra, ma la sua più grande minaccia arriva sotto forma di un cavaliere chiamato Sir Worton che sostiene di essere l'ultimo membro superstite della stirpe dei Cuor di Grifone e quindi il legittimo sovrano del reame. Lysander controlla ancora Palaedra, ma il cavaliere ribelle guadagna ogni giorno sempre più popolarità e potere. Lysander parte alla ricerca della verità su Sir Worton e consulta l'Oracolo dell'Alba, che gli suggerisce di visitare la terra selvaggia della Ruota; qui il signore di Palaedra conosce i veri genitori di Worton e rientrato in patria pone fine alla guerra civile che l'usurpatore ha ingaggiato per prendersi il trono.
- La Gloria dei giorni passati

Secoli di guerra e il Giudizio hanno portato i barbari verso il baratro dell'estinzione. Solo un uomo osa affrontare il destino, per salvare il proprio popolo obbligandolo a modificare le proprie abitudini e il ritorno ai valori di un'età troppo a lungo dimenticata. La sopravvivenza dei Barbari dipende da Waerjak e da suo padre adottivo Tarnum. Essi si scontrano con gli spietati signori della guerra Vogel e Hundric che impediscono alle tribù di vivere in pace e in armonia.
- Il prezzo della pace

La maga Emilia diventa il leader inaspettato di una banda di profughi che si rifiutano di fuggire dalle loro case solo perché alcuni prepotenti briganti minacciano la loro terra. Tutti lottano disperatamente contro il caos che sembra regnare indisturbato in modo che possano creare un luogo in cui i figli dei loro figli siano sempre al sicuro. Questo è il loro sogno. Con la sconfitta dei sanguinari banditi, Emilia viene nominata Regina del nuovo paese, Gran Arcan, e poco tempo dopo deve vedersela con il genio Solmyr e il suo padrone Gavin Magnus, ex-re immortale di Bracada che hanno messo i loro occhi sulla loro nuova giovane nazione. Quando scopre che il suo signore ha intenzione di sottomettere tutte le creature viventi, utilizzando un artefatto chiamato pendolo di cristallo che annulla le volontà delle persone, Solmyr si indigna e si rivolta al suo padrone alleandosi con Emilia. Essi trovano la Spada degli Dei, un'arma potentissima con cui sconfiggono il folle immortale.
- Elwin e Shaera

È amore a prima vista quando Elwin salva la bella Shaera da un attacco dei pirati nel Mare di Quid; ma tra il loro amore si frappone Lord Harke, il signore elfico che brama il trono del nuovo regno e la mano di Shaera. Così inizia una tragica storia d'amore che spinge gli Elfi di Aranorn in una guerra civile che minaccia di distruggere tutto ciò che gli Elfi hanno ricostruito dopo il Giudizio. Tuttavia, grazie al coraggio e alla fermezza di Elwin le forze di Harke vengono sconfitte e il giovane viene nominato dalla corte elfica nuovo re degli elfi.
- Mezzo-morto

Dopo un potente incantesimo andato male, Gauldoth si trova in uno stato di costante contraddizione. Metà del suo corpo è vivo, mentre l'altra metà è non-morta. Gauldoth cerca di ritagliarsi una piccola parte di questo nuovo mondo per se stesso, ma il suo destino si intreccia con quello di un Dio della morte determinato a porre fine a tutte le forme di vita nell'universo. Per evitare il disastro, il negromante dovrà uccidere l'unica persona che durante la sua vita gli ha mostrato un po' di umanità: il suo maestro, Kalibarr.
- La figlia di un pirata

Dopo la morte di suo padre, un famoso e temuto pirata, Tawni Balfour prende il comando della sua nave. Lei immediatamente si propone di realizzare qualcosa che suo padre non si è mai sognato di fare: conquistare lo Stretto delle Tempeste con le città di Frigiston e Yanathrae e successivamente controllare l'intero mare d'oro! Twani dovrà vedersela con il subdolo Pete Girly che tenterà di fermarla in ogni modo e con la Regina Mer e le sue sirene.

## The Gathering Storm
L'espansione del gioco introduce 6 nuove campagne con 22 scenari e cinque nuovi eroi, i quali hanno tutti la propria campagna. Essi sono: Agraynel il bardo, Bohb l'Arcimago, Kozuss lo stregone, Alita Eventide il druido, e Dogwoggle il barbaro. Questi nuovi personaggi potranno essere equipaggiati con 16 nuovi artefatti (tra cui il Cerchio di luce, il Mantello delle tenebre, l'Armatura della Tigre e la Fiamma del Caos) e potranno gestire anche 4 nuove unità.
Trama
Nelle nuove campagne Hexis è il folle mago e il nemico da affrontare; egli controlla i reami della morte e della natura e attraverso questo potere ha messo le terre del Devonshire e Lodwar in pericolo. Più il suo potere cresce, più aumenta il caos e la devastazione - inondazioni, terremoti e altre calamità naturali diventano sempre più potenti e terrorizzano i popoli dei due regni. Cinque eroi allora decidono di scendere in campo per fermare lo stregone e riportare così la pace: dovranno radunare delle antiche reliquie magiche che gli doneranno il potere di distruggere il malvagio mago.

## Winds of War
Nella seconda espansione del gioco vengono implementati 6 ulteriori Campagne caratterizzate da 16 mappe, che raccontano la storia di cinque eroi che hanno invaso, assieme ai loro eserciti, il regno di Channon. Essi potranno contare su tre nuove unità e su sei nuovi edifici che ampliano l'esperienza di gioco; inoltre è stato migliorato anche l'editor delle mappe.
Trama
Il prospero regno di Channon viene invaso da cinque armate differenti con scopi e intenti diversi.
-L'esercito dell'isola-regno di Orillos, guidato da Re Spazz Maticus, desideroso di espandere i confini della sua piccola nazione;
-La feroce orda di barbari guidati da Mongo, il primogenito dei tre figli di Re Bolingar, sovrano di un potente regno del nord, che brama il possesso della luminosa capitale di Channon;
- Gli agenti di Mysterio il Magnifico, il più grande dei maghi e leader del vicino regno di Qassar che ha intrapreso una ricerca per ottenere con ogni mezzo necessario, il segreto dell'immortalità gelosamente custodito da Channon;
-L'armata elfica di Re Erutan Revol, signore di Arbor'al, che ha deciso di dare una dura lezione agli umani di Channon, rei di aver distrutto e deturpato le foreste orientali del suo reame.
-L'esercito morto del Barone Von Tarkin, il potente lich che domina le terre desolate di Korresan. Egli è stanco di Channon, che vive e prospera serenamente, così ha deciso di conquistare il reame e di soggiogarne gli abitanti trasformandoli in non morti.
nell'ultima campagna, ogni esercito viene a sapere in prossimità della capitale che altri rivali stanno per sottrargli il possesso della città. Al giocatore la scelta della fazione vincitrice.

## Accoglienza
Heroes IV presenta alcuni difetti, tra i quali si registrano, a proposito della campagna, immagini mal definite che si ripetono anche in campagne differenti, righe e righe di testo a sostituzione di dialoghi animati, l'assenza di una modalità di multigiocatore online (poi aggiunta con le patch e le espansioni) e un motore grafico notevolmente inferiore al titolo precedente, sebbene in parte tridimensionale.
Tra gli aspetti positivi, si segnalano invece grandi cambiamenti alla giocabilità per rinnovare la serie arrivata al suo quarto episodio, la possibilità di vedere la stessa fazione sviluppata con creature e strategie radicalmente diverse, nonché una maggiore mobilità sulla mappa-avventura.